# مقاطعة شيلبي (إنديانا)
مقاطعة شيلبي هي مقاطعة في إنديانا، بلغ عدد سكانها 44٬436  نسمة، في 2010، عاصمتها شيلبيفيل، تبلغ مساحتها 1٬070 كيلومتر مربع.

## الموقع
تشترك في الحدود مع:
- مقاطعة هانكوك
- مقاطعة بارثولوميو (إنديانا)
- مقاطعة ماريون
- مقاطعة ديكاتور (إنديانا)
- إنديانابوليس، إنديانا
- مقاطعة روش
- مقاطعة جونسون (إنديانا).

## التقسيمات الإدارية
- شيلبيفيل.

## أعلام
- جورج دبليو. كلارك